# Dritter Vertrag von San Ildefonso

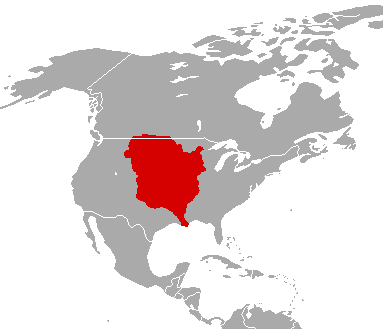
Das von Spanien an Frankreich zurückgegebene Louisiana-Gebiet macht fast ein Drittel der heutigen USA aus

Der Dritte Vertrag von San Ildefonso (Spanischer Titel: Tratado entre España y la República francesa para la cesion del ducado de Parma y retrocesion de la Luisiana) war ein in aller Stille ausgehandelter Vertrag zwischen Frankreich und Spanien, in welchem Spanien die Kolonie Louisiana an Frankreich zurückgab. Der Vertrag wurde durch Louis Alexandre Berthier, Repräsentant von Frankreich, und Mariano de Urquijo y Muga, Repräsentant von Spanien, ausgehandelt und am 1. Oktober 1800 unterschrieben. Der Vertrag war die Folge der Zwangslage, in der sich Spanien durch Napoléon sah. Die Vertragsbedingungen regelten nicht genau die Grenzen des Territoriums bei der Rückgabe, was später zu einem Streitpunkt zwischen Spanien und den Vereinigten Staaten nach dem Louisiana Purchase von 1803 wurde, als Frankreich sein Territorium an die Vereinigten Staaten verkaufte. Dieser Vertrag bestätigte einen früheren Bündnisvertrag (Zweiter Vertrag von San Ildefonso), der am 18. August 1796 in San Ildefonso unterzeichnet worden war.